# Flexie (anatomie)
Flexie is buiging van gewrichten. Het tegenovergestelde is extensie (strekken). Flexie en extensie vinden plaats in het ellebooggewricht en het kniegewricht als vanuit de neutrale uitgangshouding – de anatomische houding – de arm of knie wordt gebogen. Flexie en extensie worden ook gebruikt in het heupgewricht als synoniemen van anteflexie en retroflexie, in het enkelgewricht als synoniemen van dorsaalflexie en plantairflexie en het buigen en strekken van de wervelkolom.